# Astrophorida
Астрофори (лат. Astrophorida) — ряд губок класу звичайні губки (Demospongiae). Колись ряд називався Choristida, 1885. 1888 був прийнятий як Astrophorida.

## Загальна інформація
Це губки з одноосьовими (в основному, окси) і чотиривісними (в основному, трієни) мегасклерами і зірчастими мікросклерами. Мегасклери периферії впорядковані в радіально-симетричному порядку, мікросклери часто утворюють самостійний зовнішній шар. Під цим ектосомальним скелетом найчастіше за все лежить органічний кортекс, який підтримується особливим розташуванням спикул.

## Класифікація
Має 8 родин:
- Родина Ancorinidae Schmidt, 1870
- Родина Calthropellidae Lendenfeld, 1907
- Родина Geodiidae Gray, 1867
- Родина Pachastrellidae Carter, 1875
- Родина Theneidae Carter, 1883
- Родина Thoosidae
- Родина Thrombidae Sollas, 1888
- Родина Vulcanellidae

Колишні таксони:
- Родина Alectonidae — прийнятий як Thoosidae
- Родина Astrophorida incertae sedis — прийнятий як Pachastrellidae
- Родина Coppatiidae — прийнятий як Ancorinidae
- Родина Stellettidae — прийнятий як Ancorinidae